# القاسم بن مخيمرة
أبو عروة القاسم بن مخيمرة الهمداني (المتوفي سنة 100 هـ) تابعي كوفي الأصل، سكن بعدئذ دمشق، وهو أحد رواة الحديث النبوي.

## سيرته
كان أبو عروة القاسم بن مخيمرة الهمداني تابعي من أهل الكوفة، انتقل إلى دمشق، وأقام فيها. عمل القاسم مؤذنًا أو مؤدبًا للصبيان، وقد عُرف بزهده في الدنيا، فما جمع لونين من طعام على مائدته قط. وقد ذكر عبد الرحمن الأوزاعي أن القاسم كان يقدم إلى بيروت من حين لآخر بنية الرباط والتطوع للجهاد في سبيل الله.
توفي القاسم بن مخيمرة في خلافة عمر بن عبد العزيز بدمشق سنة 100 هـ، وقيل سنة 101 هـ.

## روايته للحديث النبوي
- روى عن: عبد الله بن عمرو بن العاص وأبي سعيد الخدري وأبي أمامة الباهلي وعلقمة بن قيس النخعي وعبد الله بن عكيم الجهني وشريح بن هانئ الحارثي ووراد كاتب المغيرة بن شعبة وأبي عمار الهمداني وسليمان بن بريدة وأبي بردة بن أبي موسى الأشعري وأبي مريم الأزدي[1] وأبي ميسرة عمرو بن شرحبيل وأبي حميد قاضي عمان.[5]
- روى عنه: أبو إسحاق السبيعي وسلمة بن كهيل والحكم بن عتيبة وسماك بن حرب وعلقمة بن مرثد وهلال بن يساف وأبو حصين عثمان بن عاصم الأسدي وإسماعيل بن أبي خالد وحسان بن عطية ويزيد بن أبي زياد والحسن بن الحر ويزيد بن أبي مريم الشامي وعبد الرحمن الأوزاعي وعبد الرحمن بن يزيد بن جابر ومحمد بن عبد الله الشعيثي وسعيد بن عبد العزيز وزيد بن واقد والضحاك بن عبد الرحمن بن أبي حوشب النصري ويزيد بن يزيد بن جابر[1] وإسماعيل بن أبي حكيم وإسماعيل بن سالم والضحاك بن يسار وعبد الوهاب بن محمد وعبدة بن أبي لبابة وعمر بن أبي زائدة وكثير بن المنذر الغساني ومحمد بن أبي موسى وموسى بن سليمان بن موسى ويزيد بن يوسف الصنعاني.[5]
- الجرح والتعديل: قال يحيى بن معين عنه: «هو كوفي، وذهب إلى الشام، ولم نسمع أنه سمع من أحد من الصحابة»،[1][5] وقال أبو حاتم: «ثقة، صدوق، كوفي، كان معلمًا بالكوفة، ثم سكن الشام»،[1][3] وقال عنه ابن سعد: «كان ثقة، وله أحاديث»،[2] وقد عده ابن سعد في الطبقة الثانية من أهل الكوفة،[1][5] كما وثّقه يحيى بن معين وأبو حاتم والعجلي،[1][3] وابن خراش[3] وروى له الجماعة.[4]